# 버진고다섬

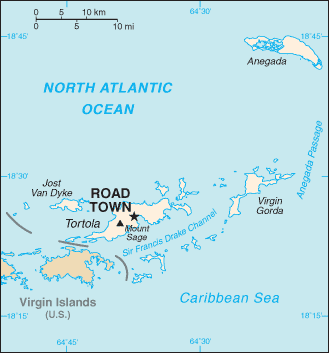
버진고다 섬은 영국령 버진아일랜드에서 세 번째로 큰 섬이다.

버진고다섬(Virgin Gorda)은 카리브해 영국령 버진아일랜드에 있는 작은 섬이다. 면적은 21 km2, 인구는 약 2,000명 정도로 영국령 버진아일랜드 안에 토르톨라에 이어 인구가 많다. 섬의 중심부는 스패니시 타운, 노스 엔드라는 마을도 있다. 섬의 최고봉은 버진고다 산 (414m)이다. 섬에 버진 고다 공항(Virgin Gorda Airport)이 있지만, 요트 등 선박 정박지도 구비되어 있다.
버진고다 첫 이주자는 아라와크 시보네이 사람이었다. 크리스토퍼 콜럼버스는 1493년에 섬을 발견했다. 버진고다라는 이름은 스페인어로 ‘뚱뚱한 처녀’를 의미하며, 콜럼버스가 414m의 버진고다 산 등 토르 섬의 모양이 여자가 누워 튀어 나온 아랫배처럼 보였으므로, 섬의 이름을 ‘뚱뚱한 처녀’라고 명명했다고 한다.

## 교육
영국령 버진아일랜드에는 여러 개의 공립학교가 있다. 버진고다 섬의 주민들은 로빈슨 오닐 미모리얼 초등학교(Robinson O'Neal Memorial Primary School)와 1982년에 문을 연 브레가도 플랙스 교육센터(Bregado Flax Educational Centre, 초등, 중등)를 이용한다. 2000년에 지방 정부는 섬에 초등학교 하나를 더 만들 계획을 세웠다.

## 갤러리

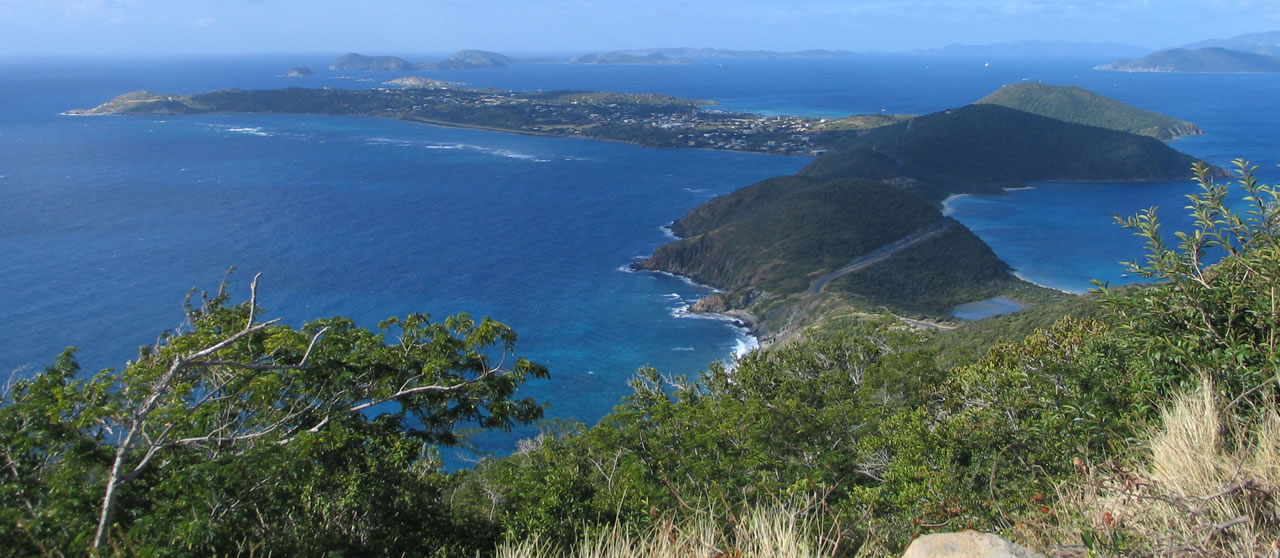
섬의 개관
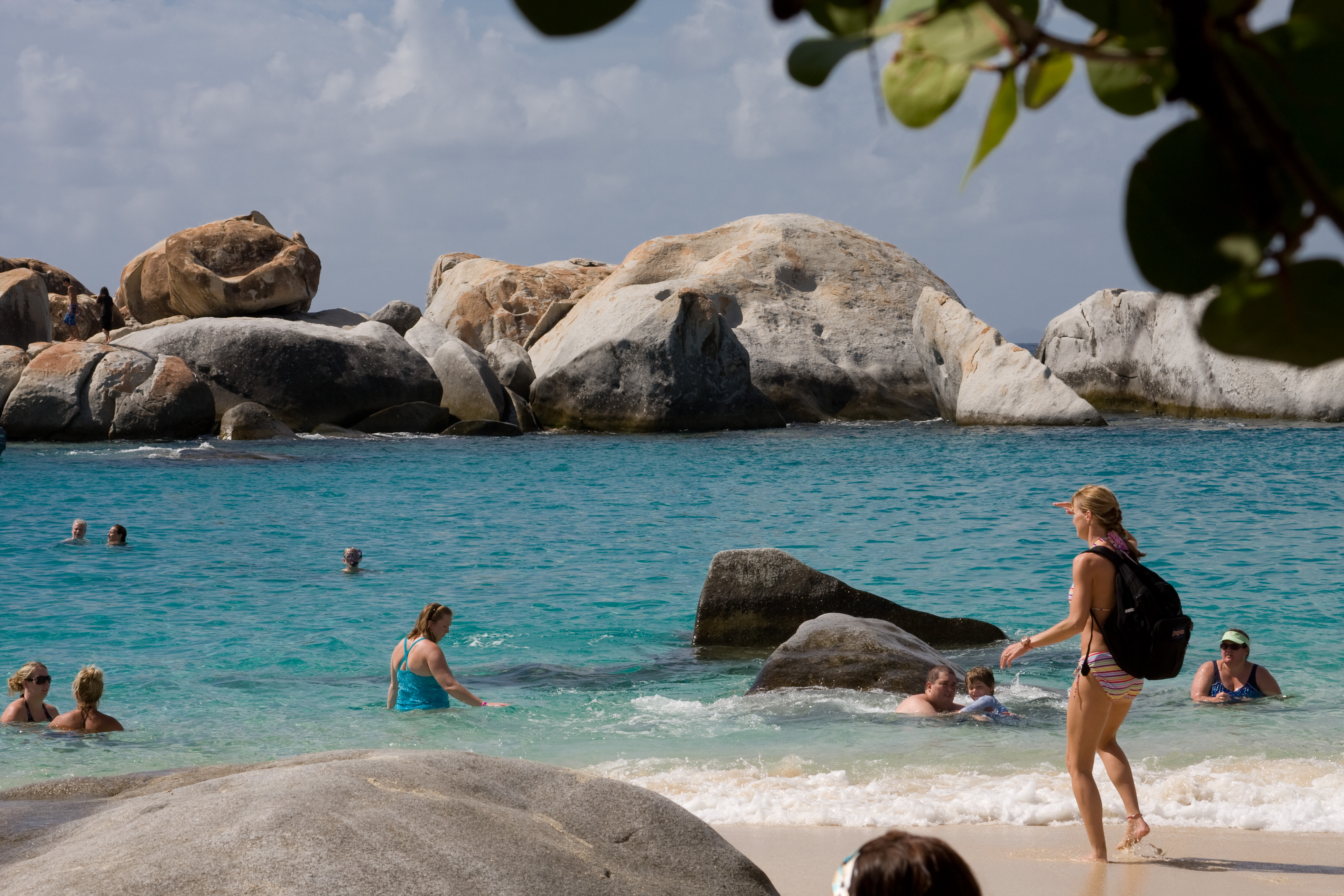
관광 명소 바스（The Baths）